# Jacqueline Wilsonová
Jacqueline Wilsonová (nepřechýleně Jacqueline Wilson, rozená Jacqueline Aitken, * 17. prosince 1945 Bath) je anglická spisovatelka. Píše dívčí romány, rozhlasové hry a detektivky. Téměř všechny její knihy ilustroval Nick Sharratt.
Narodila se roku 1945 v Bathu, ale skoro celý život prožila v Kingstonu nad Temží. Spisovatelkou chtěla být už od malička a svůj první „román“ napsala v devíti letech a od té doby popsala svými příběhy nespočet sešitů. Získala mnoho literárních cen. V roce 2002 získala i Řád britského impéria. Ve Velké Británii se zatím prodalo asi 25 milionů jejích knih. Nyní žije v Surrey a má dospělou dceru.

## Dílo
V ČR (v nakladatelství BB ART) zatím vyšly knížky:
- Katy
- Čtyři děti a skřítek
- Dvojčata v průšvihu
- Slavná hvězda
- Tajemství
- Narozeniny
- Ilustrovaná máma
- Dítě do kufru
- Půlnoc
- Lola Rose
- www.trápení
- Průšvihářky
- Holka z popelnice
- Nejlepší kamarádky
- Diamantové holky
- Divný dárek
- Projekt Loty
- Lekce lásky
- Cukrová vata
- Anděl Vicky
- Kočičí mumie
- Polibek
- Líza bublina
- Moje sestra Jodie
- Holka na hlídání
- Pusinka
- Čtyřlístek

Některé knihy byly i zfilmovány:
- Miláčkové
- Nejdelší velrybí píseň
- Sama doma

Série 2 knih:
- Přežít
- Pohřben zaživa

Série 4 knih:
- Vadí nevadí
- Všude dobře,doma nejlíp
- V hlavní roli Tracy Beakerová
- Zlaté srdce Tracy Beakerové

Série 5 knih:
- Vzdušné zámky
- Konec snění
- Za hlasem srdce
- Hvězdička
- Život není kabaret

Další série 4 knih:
- První láska
- První nástrahy
- První starosti
- První slzy

Autobiografické knihy:
- Jacky snílek
- Můj tajný deník

Podílela se na knížce:
- Zloděj stínů a jiné povídky pro děti